# 30031 Angelakong
30031 Angelakong è un asteroide della fascia principale. Scoperto nel 2000, presenta un'orbita caratterizzata da un semiasse maggiore pari a 2,3581710 UA e da un'eccentricità di 0,1695180, inclinata di 6,60340° rispetto all'eclittica.